# Punto Indira

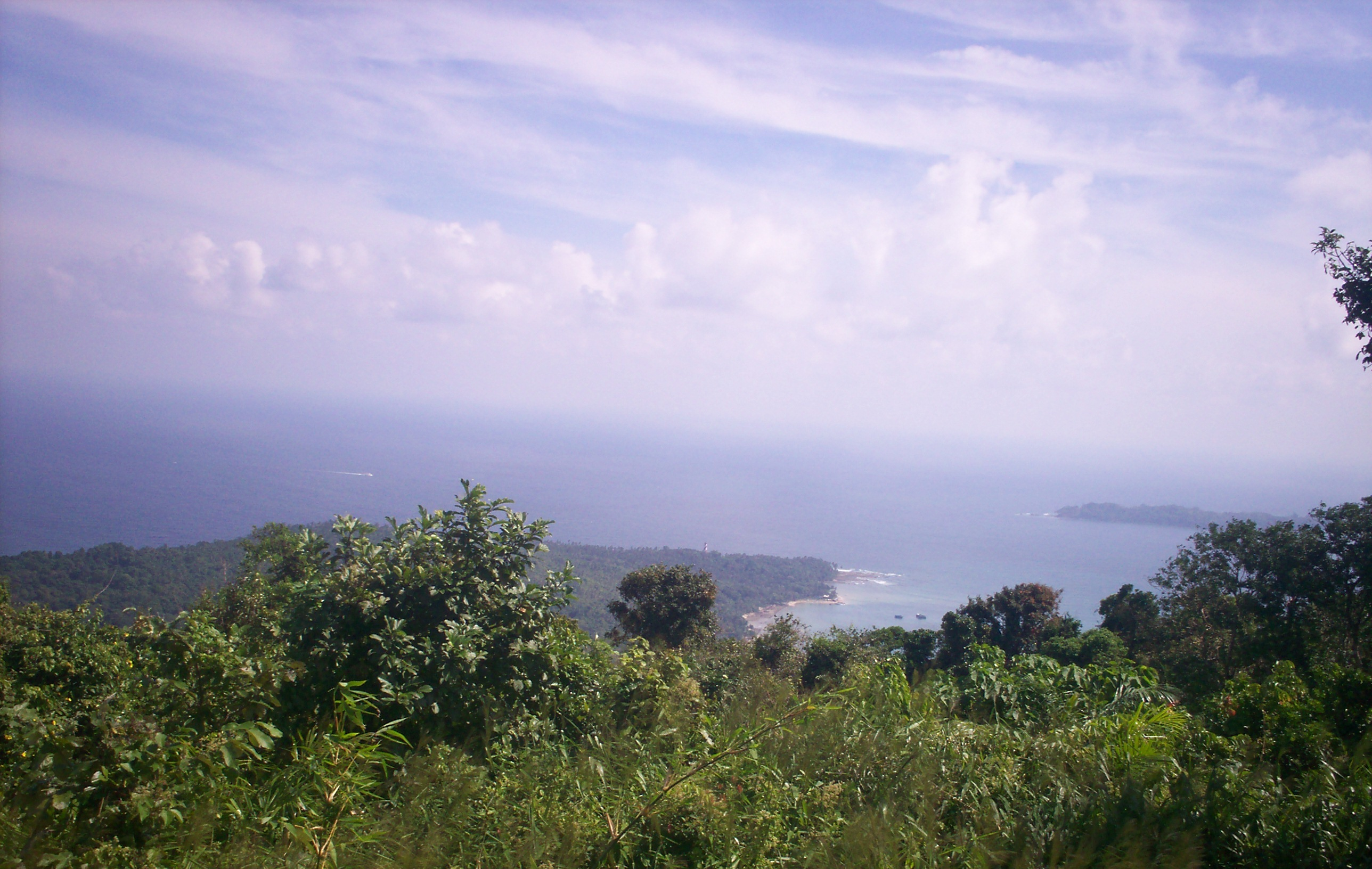

Il punto Indira o Indira Point (conosciuto in precedenza come Pygmalion Point e anche per un breve periodo India Point) è situato sull'isola di Gran Nicobar nelle isole Nicobare, nell'Oceano Indiano orientale, e rappresenta il punto più a sud di terra nel territorio indiano. È stato chiamato così in onore di Indira Gandhi.
È contrassegnato dalla presenza di un faro alto 37 m, con un raggio di azione di circa 16 miglia nautiche, che è un importante punto di riferimento per le rotte commerciali che attraversano lo stretto di Malacca.
In seguito allo tsunami del 2004, che colpì pesantemente le isole Nicobare, e ai fenomeni di subsidenza che ne derivarono, la base del faro fu parzialmente sommersa dalle acque.